# Cuadrao
El 'cuadrao es un juego de naipes en el que se pueden utilizar barajas españolas o francesas. Este juego es también llamado Quisme o Kimi en algunos países como Venezuela.

## Objetivo
El objetivo del juego es conseguir cuatro naipes con el mismo número (por ejemplo, cuatro sietes o cuatro seises) cambiándolas con las existentes en el centro de la zona de juego.

## Requisitos
- Una baraja española, francesa o inglesa.
- Un mínimo de cuatro jugadores.

## Cómo jugar
1. Se forman grupos de, como mínimo, dos jugadores. NUNCA puede haber un grupo individual. Como mínimo debe haber dos equipos. Hay que procurar que los miembros de los respectivos grupos no estén juntos.
2. Cada grupo debe acordar una contraseña (por ejemplo, un gesto o una palabra).
3. Se barajan todos los naipes. Se reparten cuatro a cada jugador. Se cogen otros cuatro y se colocan en el centro de la zona de juego. Las sobrantes forman el mazo de robo.
4. Cuando todos hayan observado sus cartas y hayan visto las cartas centrales comienza el juego. Hay que cambiar una carta de la mano por una carta central. No hay turnos, por tanto hay que ser ágil y rápido para que puedas coger las deseadas. En todo momento todos los jugadores deben tener CUATRO CARTAS, ni más ni menos.
5. Si ya nadie quiere las cartas centrales, se tiran a la papelera y ya no se utilizarán más en la partida. En su lugar se ponen otras cuatro cartas del mazo de robo en la parte central.

En el momento en el que un jugador consiga las cuatro cartas iguales, debe hacerle saber a uno de los compañeros de su grupo que ha conseguido el objetivo del juego. Se realiza mediante la contraseña, pues si se dice ya las tengo, otro de los equipos cortará el cuadrado y ganará. Cuando el otro miembro ya se haya hecho eco de la noticia, tendrá que poner la mano sobre el centro de la zona de juego y gritar cuadrao para ganar. Pero si un miembro de otro equipo se da cuenta de que el equipo con los cuatro naipes iguales está haciendo o diciendo la contraseña, debe poner la mano sobre el centro de la zona de juego y gritar corto cuadrao aunque no tenga las cuatro cartas iguales y la partida sigue aunque sea cuadrao o no. 